# Parasetodes tumbanus
Parasetodes tumbanus är en nattsländeart som beskrevs av G. Marlier 1958. Parasetodes tumbanus ingår i släktet Parasetodes och familjen långhornssländor. Inga underarter finns listade i Catalogue of Life.